# Тарантюк Юліан Степанович
Юліан Степанович Тарантюк (19 жовтня 1901, Великі Глібовичі, Бібрський повіт, Львівський округ, Королівство Галіції та Лодомерії, Австро-Угорщина — 19 грудня 1984, м. Надвірна, Надвірнянський район, Івано-Франківська область, УРСР) — український греко-католицький священник, громадський діяч, засновник «Просвіти» у селах Нижня Лукавиця та Негівці.

## Біографія
Народився в селі Великі Глібовичі на Львівщині.У родині залізничника Степана Тарантюка (1850–1918) та Петрунелі Бахта (1872–1946). У 1921 році завершив академічну гімназію у Львові. Протягом 1924–1928 років навчався в Львівській духовній семінарії Святого Духа. Був висвячений на священника 22 червня 1929 року у Львові та отримав парохію у с. Нижня Лукавиця Любінецького деканату Стрийської єпархії УГКЦ, здійснював богослужіння у храмі Пресвятої Богородиці. Засновує читальню «Просвіти» у с. Нижня Лукавиця та стає головою наглядової кооперативної ради. 15 травня 1934 року переведений на парохію в с. Нінів Долішній, де отримав посаду заступника декана Любінецького деканату Стрийської єпархії УГКЦ. У 1936 році отримує парахію у с. Негівці та Гуменів. Засновує читальню «Просвіти». 
Під час нацистської окупації краю допомагав рятувати молодь від вивезення на примусові роботи до Німеччини. Попри погрози й попередження, отець Юліан не припиняв виконував свої душпастирські обов’язки. 15 травня 1942 року ним була відкрита й освячена символічна могила Січовим Стрільцям у Негівцях. У жовтні 1945 р., під час однієї з облав НКВД, загинула дружина Стефанія.
Під тиском декана й уповноваженого змушений був 4 беpезня 1946 p. вступити до «Ініціативної гpупи». Але канонічно оформлятись у єпископа відмовлявся  тому в pозмові з уповноваженим заявив: «Я являюсь членом ініціативної гpупи по возз’єднанню гpеко-католицької цеpкви з пpавославною, до якої я вступив 4 беpезня 1946 pоку. Я давав пpисягу в 1929 pоці у Львові єпископу Шептицькому і, подумавши, пpийняв pішення пpисяги не зpікатися. Документи офоpмляти до Пельвецького не піду і віpу свою міняти не буду. Те, що написано в газеті, повідомлене пpокуpоpом УРСР, пpо воpожу, зpадницьку, контppеволюційну діяльність накоpисть гітлеpівської Hімеччини зі стоpони Йосифа Сліпого, Хомишина та інших, я читав і знаю, що священики гpеко-католики і їх кеpівництво антиpадянською діяльністю не займались. Hехай я піду туди, де моя дpужина, а якщо пpийдеться, то й діти»  Відкликавши своє «возз’єднання», о. Юліан Тарантюк прийшов із групою вірян с. Негівці до уповноваженого РСРК із проханням про реєстрацію громади УГКЦ. Зі слів обласного уповноваженого РСРПЦ П. Бібіка, віряни були здивовані відмовою у реєстрації, мовляв, уповноважений РСРК «реєструє всіх, баптистів, євангелістів, реєструє синагоги, а греко-католиків не реєструє» 
6 вересня 1947 р. о. Юліан був заарештований за статтею 54 Кримінального кодексу УРСР, засуджений військовим трибуналом військ МВС Станіславівської області 11 листопада 1947 р. на 10 років позбавлення волі та 5 років позбавлення громадянських та політичних прав із конфіскацією майна . Покарання відбував у трудових таборах в Вологадській області, а з 1953 року табір УЕ 39416 в Башкирській АССР де працював штукатуром.    У табірних умовах продовжував виконувати обов’язки священнослужителя. Для церковних обрядів о. Юліан власноруч змайстрував посудину для зберігання єлею.  Звільнений 13 квітня 1956 р.  (9 років, 7 місяці і 10 днів). Реабілітований 10 грудня 1991 року. 
У другій половині 50-х років повертається до України.  Оселяється в м. Калуш і проживає по вулиці Молотова, 120.  Згодом проживав у м. Надвірна.
Помер 19 грудня 1984 року. Похований в Надвірній на новому цвинтарі. Могила належить до пам'ятки історії та мистецтва Івано-Франківської області під номером 2083.

## Особисте життя
7 листопада 1928 року одружився зі Стефанією Тарантюк. У шлюбі народилося четверо дітей: Мирослава (1930–2022), Дарія (1932 - 2024), Любомира (1934–2013) та Богдан (1936–2014).

## Вшанування пам'яті
- У Негівцях вулиця названа на честь о. Юліана Тарантюка  (включає колишні Серилівка, Варшава, Млинська, хутір Панщина).
- На фасаді будівлі сільської бібліотеки у Негівцях  встановлена меморіальна таблиця.

## Галерея

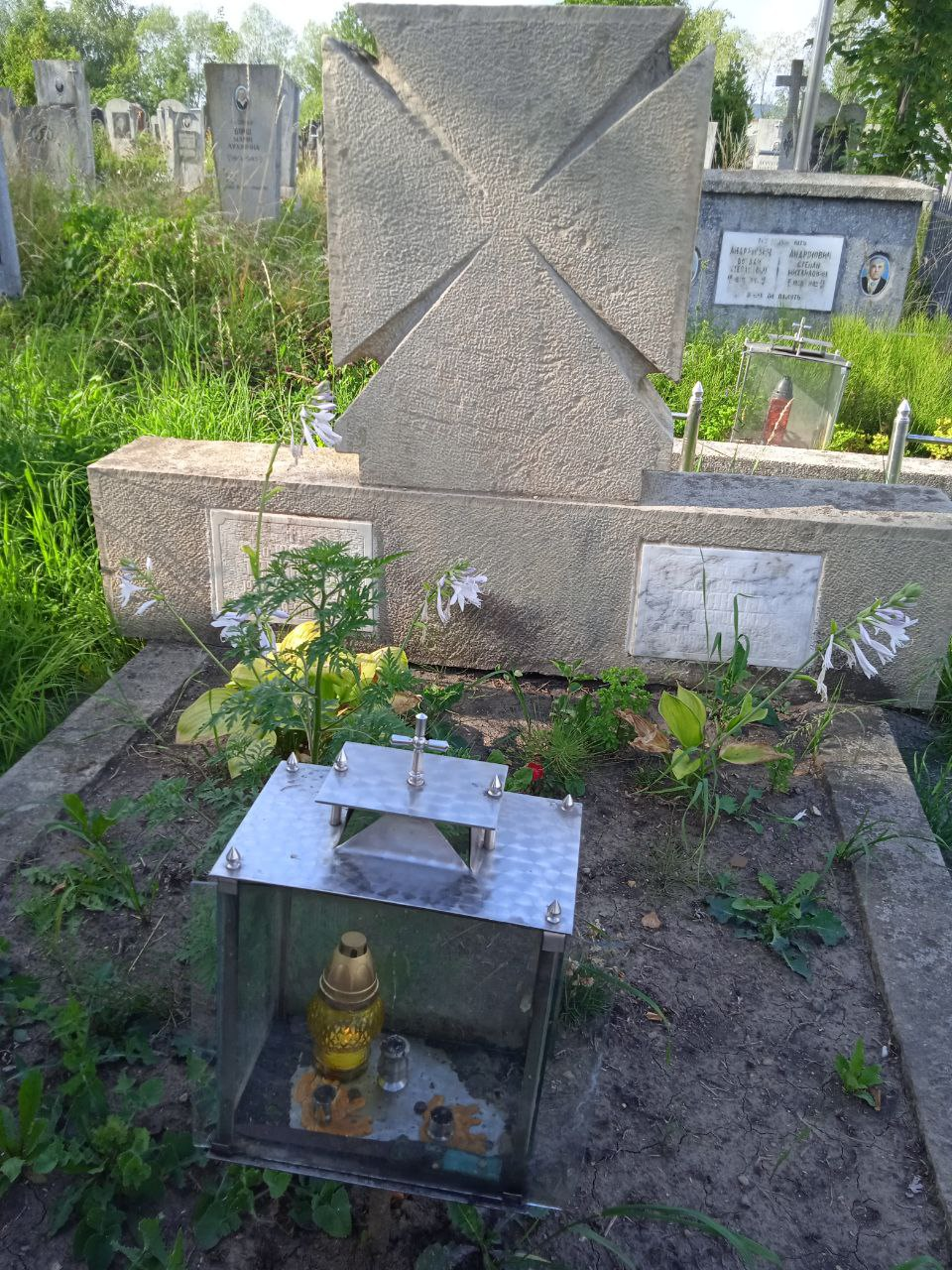
Могила
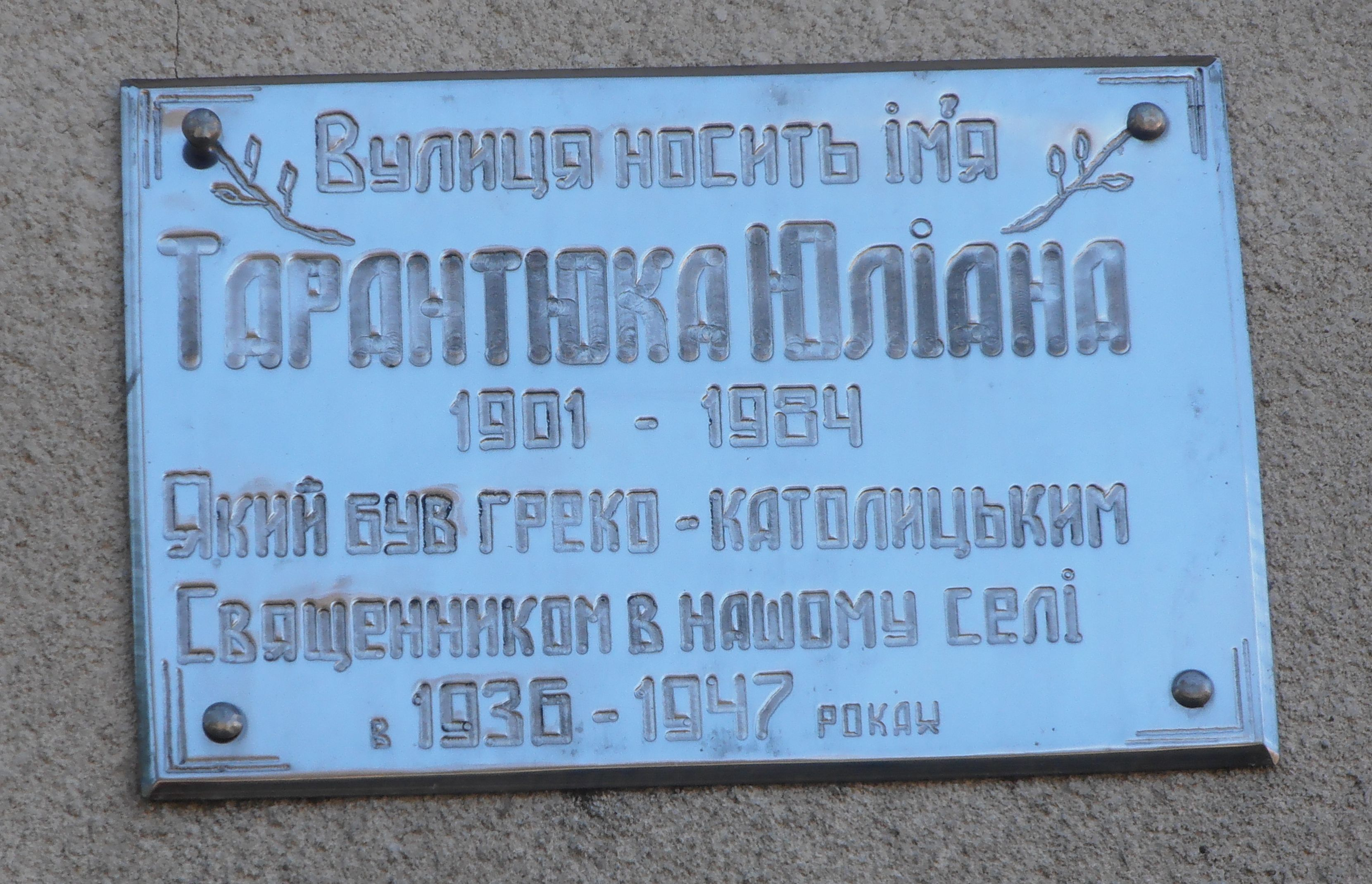
Меморіальна дошка.
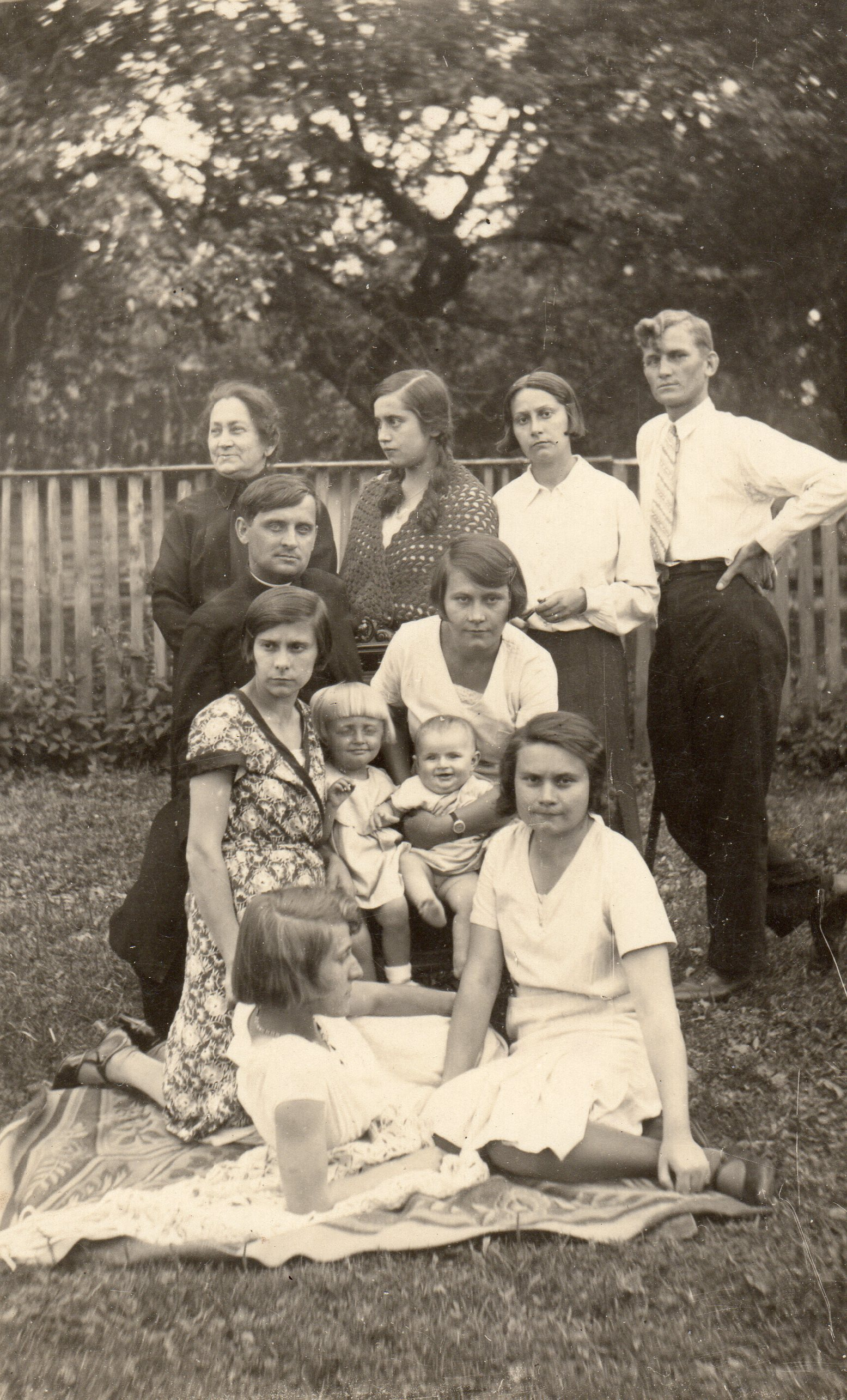
родина
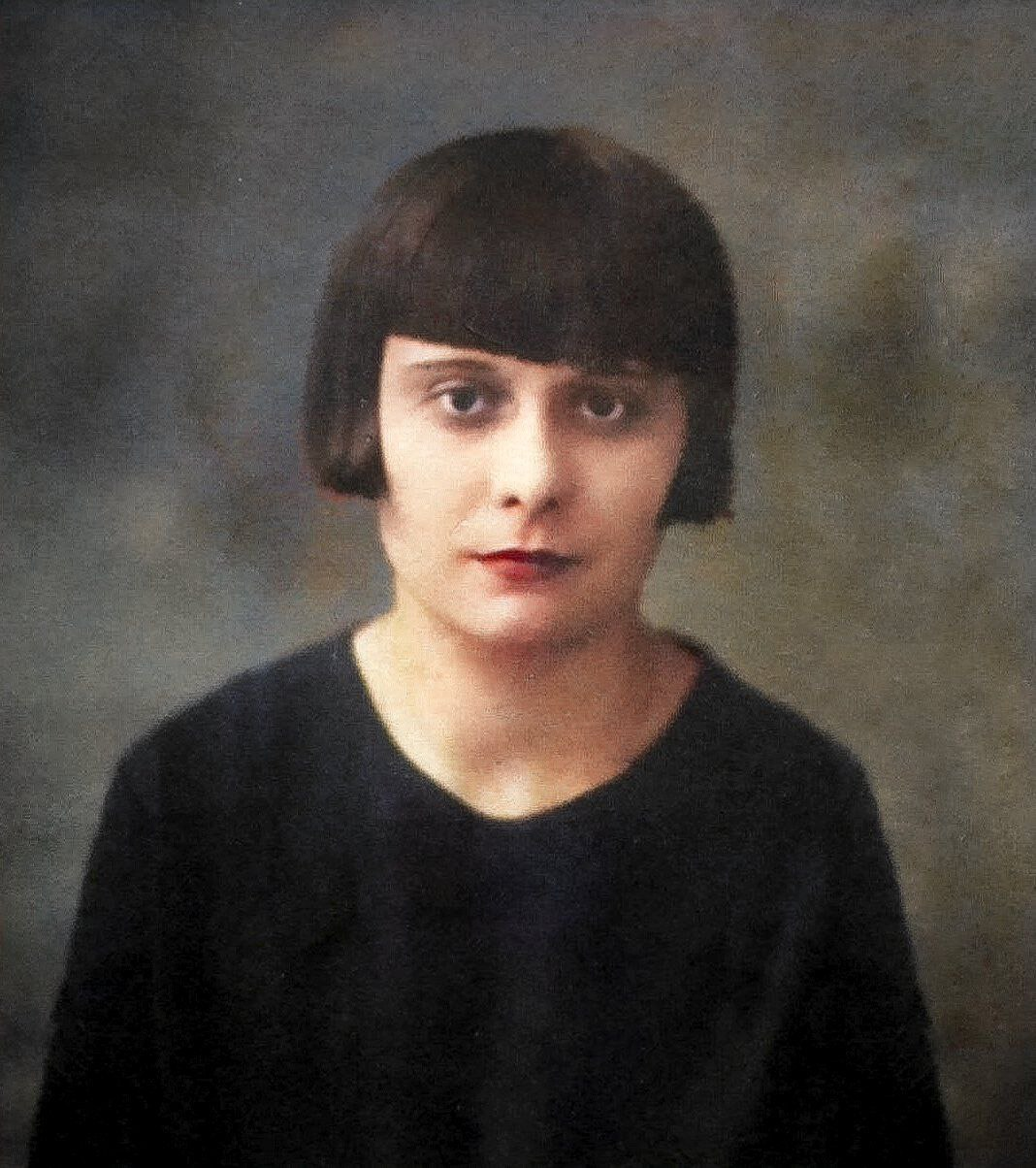
дружина Стефанія